# Concerto per pianoforte e orchestra (Grieg)
Il Concerto per pianoforte e orchestra in La minore op. 16 è una composizione di Edvard Grieg scritto nel 1868; è l'unico concerto per strumento solista e orchestra completato dal musicista.
Il brano è una delle opere più popolari del compositore norvegese ed uno dei più famosi concerti per pianoforte.

## Storia
Il concerto è una delle prime opere importanti di Grieg: è stata scritta nel 1868 nella città danese di Søllerød, a nord di Copenaghen, durante uno dei vari soggiorni che Grieg fece nel posto per beneficiare di un clima più mite rispetto a quello della sua nativa Norvegia. L'impegno che aveva come direttore della Società Filarmonica di Oslo gli consentiva poco spazio per la composizione, attività che invece poteva esercitare durante i periodi di vacanza. Nel mese di giugno, a Søllerød, in compagnia di due amici, il compositore Emil Horneman e il pianista Edmund Neupert, aveva affittato una piccola casa con un pianoforte per poter comporre. Nella tranquillità del luogo Grieg scrisse il suo concerto sottoponendolo spesso al giudizio di Neupert e lo portò a termine nel mese di agosto, non riuscì però a completare l'orchestrazione per cui la prima esecuzione dovette essere rimandata all'anno seguente. Il musicista dedicò l'opera a Edmund Neupert che ne fu il primo esecutore il 3 aprile 1869 al teatro reale di Copenaghen.
Grieg era un eccellente pianista, ma non eseguì la sua composizione alla prima del concerto; non fu nemmeno presente all'esecuzione avendo impegni con l'orchestra a Christiania (oggi Oslo). Tra quelli che assistettero all'anteprima danese c'erano Niels Gade e il pianista russo Anton Rubinstein che, essendo in tournée in Danimarca, mise a disposizione di Neupert il proprio pianoforte. La prima norvegese a Christiania si tenne più tardi, il 7 agosto del 1869 e in seguito il pezzo fu eseguito in Germania nel 1872 e in Gran Bretagna nel 1874.
Franz Liszt ascoltò il concerto nel 1870 a Roma e ne rimase molto ben impressionato, tanto da suggerire all'autore alcune modifiche, come nella cadenza del primo movimento e in alcune particolarità della strumentazione. Grieg in seguito cambiò idea e non accolse più i suggerimenti del collega, infatti, poco prima della sua morte nel 1907, il musicista revisionò l'opera e non assegnò più il secondo tema del primo movimento alla tromba invece che al violoncello; sostituì invece il basso tuba con un terzo trombone e aggiunse altri due corni. L'ultima edizione del concerto, dopo le numerose rimaneggiature da parte del compositore, risultò molto diversa da quella originale. La prima pubblicazione del concerto fu fatta a Lipsia nel 1872 dall'editore Peters.
Tra il 1882 e il 1883, Grieg lavorò ad un secondo concerto per pianoforte in Si minore, ma non lo completò mai.

## Struttura e analisi
L'opera è divisa in tre movimenti:
1. Allegro molto moderato (La minore)
2. Adagio (Re bemolle maggiore)
3. Allegro moderato molto e marcato (La minore)

Il concerto di Grieg è spesso paragonato al Concerto per pianoforte di Schumann: è nella stessa tonalità, la serie di accordi discendenti in apertura è simile e lo stile complessivo è considerato essere più vicino a Schumann che a qualunque altro compositore. Grieg aveva ascoltato il concerto del compositore tedesco suonato da Clara Schumann a Lipsia nel 1858 e fu molto influenzato dal suo metodo compositivo, avendo anche avuto come insegnante di piano Ernst Ferdinand Wenzel, amico dello stesso Schumann. Il musicista inoltre perfezionò la sua tecnica nei quattro anni di studio di composizione trascorsi al Conservatorio di Lipsia dove l'inflenza di Schumann e di Mendelssohn era prevalente. Lo stile della composizione è però personalissimo, soprattutto nella creazione di motivi che si rifanno al folclore scandinavo rielaborati dal suo linguaggio individuale e nell'uso del pianoforte con caratteristiche liriche e romantiche che hanno contribuito a definire Grieg come lo Chopin del Nord.
Il primo movimento, Allegro molto moderato, è caratterizzato da una grande serenità e dall'eleganza della melodia. La parte iniziale è basata su un motivo composto da una seconda minore discendente, seguita da una terza maggiore discendente, costruzione tipica della musica popolare norvegese; è un particolare motivo che ricorre anche in altre opere del compositore. L'Adagio successivo è il movimento più coinvolgente dell'opera con la sua liricità; il tema è inizialmente affidato all'orchestra e successivamente riproposto dal pianoforte con una trasognata libertà nell'espressione melodica. Il terzo tempo Allegro moderato molto e marcato è più vario e brillante; vi si riscontrano diverse similitudini con l'Halling, danza popolare norvegese dal ritmo binario, che si alterna con lo springar, ternario, e imitazioni del suono dell'Hardingfele, il violino popolare norvegese.

## Organico
La partitura originale del concerto è scritta per pianoforte solista; orchestra composta da: due flauti, due oboi, due clarinetti in La e Si bemolle, due fagotti, due corni in Mi bemolle e Mi, due trombe in Do e Si bemolle, due tromboni, basso tuba, due timpani e archi.